# 大分體育公園綜合競技場
大分球場或大眼是一個位於日本九州大分縣大分市的體育場。球場是設計作為一個足球場，而球場亦是日本職業足球聯賽球隊大分三神的主場。球場最大特色就是兼顧採光的開閉式屋頂。即使下雨天把屋頂關上、自然光也可以穿透屋頂照進球場。

## 歷史
球場曾經作為2002年世界盃的其中一個比賽場地，當時球場可以容納43,000名觀眾。
小組賽
- 6月10日:  突尼西亞 1 - 1  比利时
- 6月13日:  義大利 1 - 1  墨西哥

十六強
- 6月16日:  瑞典 1 - 2  塞内加尔

球場亦是2019年世界杯橄榄球赛的其中一個比賽場地。

## 图片

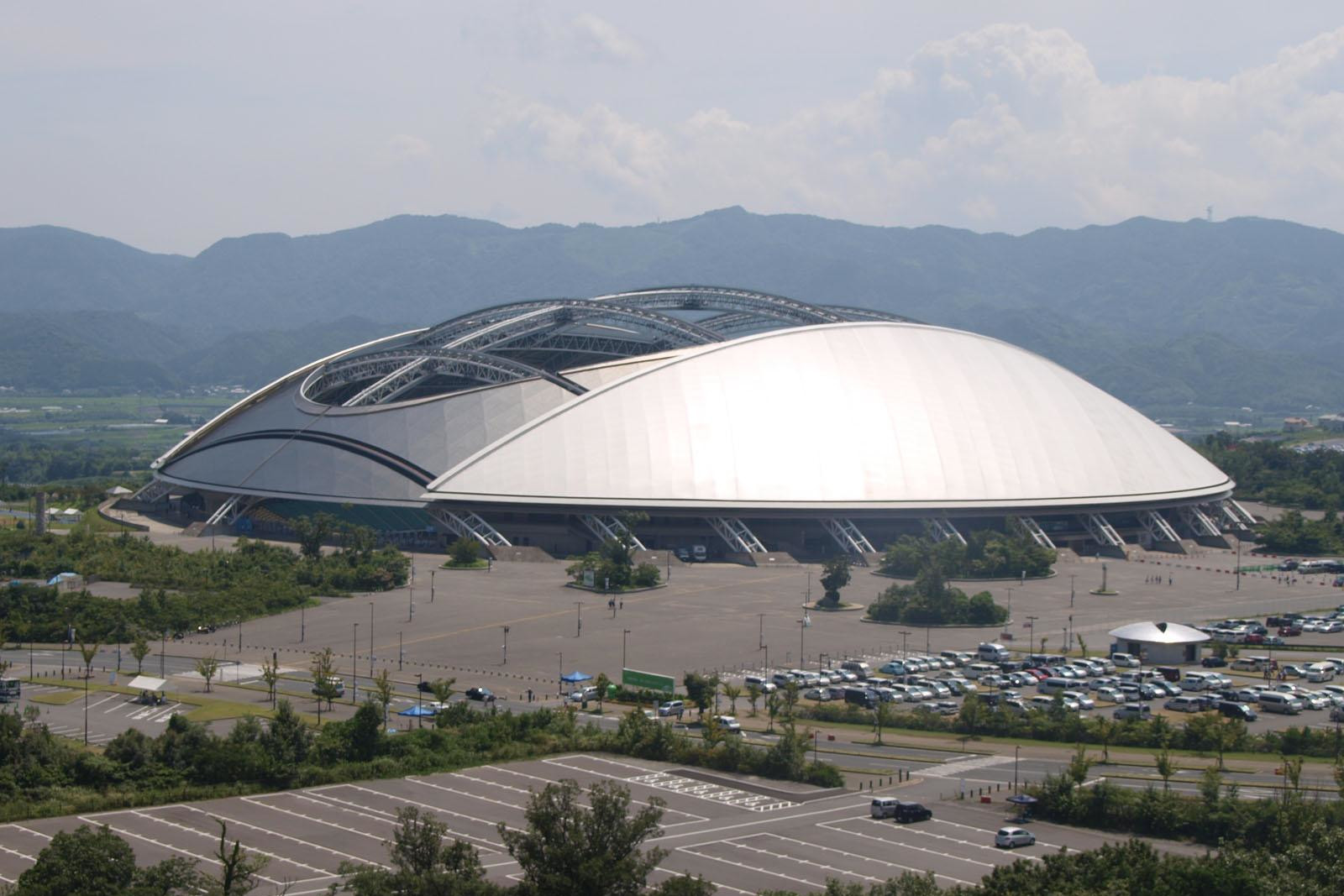
2009年8月撮影
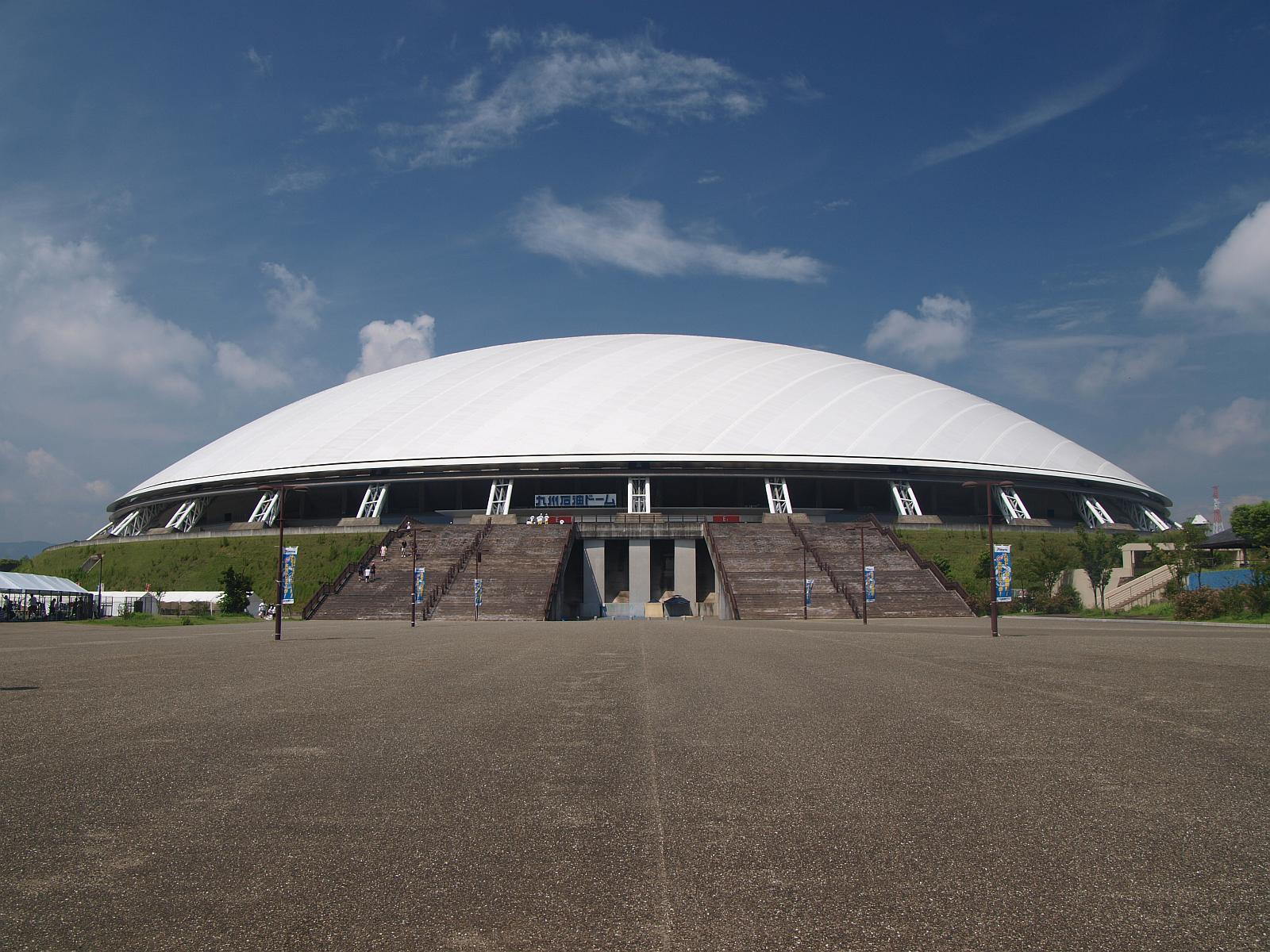
“九州石油圓頂”

## 外部連結
- （英文） WorldStadiums.com entry
- （日語） 大分體育公園官方網站 （页面存档备份，存于）
- （日語） 大分三神官方網站 - 競技場